# 丽螳属
丽螳属（学名：Callimantis）是俊螳科下的一个属。

## 下属物种
本属包括以下物种：
- 安地列斯丽螳 Callimantis antillarum Saussure, 1859[2]